# 堂皇海菊蛤
，是莺蛤目海菊蛤科海菊蛤属的一种。主要分布于南海、印度尼西亚、中国大陆、台湾，常栖息在潮下带5－107米。
其种加词“imperialis”意为“帝王的”。